# Ausbaustrecke
Als Ausbaustrecke werden durch die Politik bereits bestehende Straßen- und Eisenbahnstrecken bezeichnet, die im Rahmen von Modernisierungsmaßnahmen nachträglich für höhere Geschwindigkeiten oder eine höhere Kapazität ausgebaut wurden. Durch die Maßnahmen werden die Strecken oft durch Linienverbesserungen begradigt und möglichst viele Kreuzungen planfrei umgebaut. Ausbaustrecken auf Autobahnen verfügen über mindestens drei – gelegentlich auch vier – durchgehende Fahrstreifen je Fahrtrichtung.
Wenn bei Eisenbahn-Ausbaustrecken (ABS) die zulässige Streckengeschwindigkeit auf mehr als 160 km/h angehoben wird, sind nach den Vorschriften der Eisenbahn-Bau- und Betriebsordnung folgende Voraussetzungen zu erfüllen:
- Ersatz von höhengleichen Kreuzungen (Bahnübergänge, Bahnsteigzugänge) durch Brücken,
- Kennzeichnung der bei Zugfahrten freizuhaltenden Flächen auf Bahnsteigen an durchgehenden Hauptgleisen; bei mehr als 200 km/h sind zur Reisendensicherung weiter gehende Vorkehrungen zu treffen,
- Einbau einer kontinuierlichen Zugbeeinflussung wie der Linienförmigen Zugbeeinflussung (LZB) oder dem European Train Control System (ETCS).

## Deutschland
Beispiele für jüngere Eisenbahn-Ausbaustrecken in Deutschland, sortiert nach Geschwindigkeit:
- Köln–Düren (250 km/h, Teilstück der Verbindung nach Brüssel und Paris)
- Berlin–Hamburg (230 km/h)
- Köln–Düsseldorf–Duisburg (200 km/h)
- Hannover–Wolfsburg (200 km/h, Teilstrecke der Schnellfahrstrecke Hannover–Berlin)
- Ingolstadt–München (200 km/h, Fortsetzung der Schnellfahrstrecke Nürnberg–Ingolstadt)
- Frankfurt-Mannheim (200 km/h)
- München–Lindau (160 km/h)[1]

### Geschichte
Nach umfangreichen Versuchen und Testfahrten trieb die ehemalige Deutsche Bundesbahn in den 1970er und 1980er Jahren den Ausbau von Strecken für Tempo 200 voran. Diese lagen allesamt auf Abschnitten, die im Taktverkehr von den 1971 eingeführten Intercity-Zügen befahren wurden, deren Netz 1979 vom bisherigen Zwei-Stunden-Takt auf einen Stundentakt verdichtet wurde. Zum Fahrplanwechsel im Mai 1981 standen Schnellfahrabschnitte mit einer Gesamtlänge von 256,3 Kilometern zur Verfügung:
- Lengerich (Westf.)–Sudmühle (22,6 km, Strecke Osnabrück–Münster, seit 1981[3])
- München-Lochhausen–Augsburg-Hochzoll (42,7 km, Strecke München–Augsburg, seit 1977, einzelne Züge bereits ab 1965)
- Augsburg-Oberhausen–Bäumenheim (32,8 km, Bahnstrecke Augsburg–Nördlingen, seit 1978–81)
- Sprötze–Lauenbrück (19,5 km, Strecke Hamburg–Bremen, seit 1978–84)
- Uelzen–Langenhagen (81,4 km, Strecke Hannover–Hamburg, seit 1978–84)
- Brackwede–Hamm (Westf) (57,4 km, Strecke Hannover–Dortmund, seit 1980)

## Schweiz
Beispiele für ABS in der Schweiz:
- Ausbaustrecke Solothurn–Wanzwil, Abzweig von der Neubaustrecke Mattstetten–Rothrist (140 und 200 km/h)
- Verbindungskurve (ehemalige Kriegsschlaufe) von (Bern–) Rothrist nach Zofingen (–Luzern)
- Gorgier–St-Aubin–Onnens–Bonvillars, an der Jurasüdfusslinie am Neuenburgersee

## USA
- Northeast Corridor (240 km/h)